# Maurice Gwyer
Maurice Linford Gwyer, (25 avril 1878 - 12 octobre 1952) est un avocat, juge et administrateur universitaire britannique. Il est vice-chancelier de l'université de Delhi de 1938 à 1950 et juge en chef de l'Inde de 1937 à 1943. 

## Biographie
Gwyer est le fils de John Edward Gwyer et d'Edith Linford. Sa sœur, Barbara Gwyer est principale de St Hugh's College à Oxford. Il fait ses études à la Highgate School de 1887 à 1892, puis à la Westminster School, avant d'obtenir un BA de Christ Church, Oxford. En novembre 1902, il obtient une bourse du All Souls College d'Oxford puis se forme comme juriste à Inner Temple.
Il meurt à son domicile, 14 Kepplestone, Eastbourne, Sussex, le 12 octobre 1952, et est inhumé au cimetière St Marylebone, East Finchley (en) à Londres, le 17 octobre.

## Hommages et distinctions
Il est « chief justice » (c'est-à-dire président) de la première cour fédérale d'Inde de 1937 à 1943, fonction à laquelle il ajoute celle de vice-chancelier de l'université de Delhi (1938-1950).
Il est nommé compagnon du Bain (CB, 1921) et promu chevalier commandeur (KCB, 1928), membre de l'ordre de l'Étoile d'Inde (1935) et de l'Ordre de l'empire des Indes (1948). Il est étudiant honoraire de Christ Church (1937), Doctor of Civil Law d'Oxford (1939), Legum Doctor de Travancore (1943) et Patna (1944) et Doctor of Letters de Delhi (1950).
On lui attribue la fondation du collège Miranda House en 1948 à Delhi. Gwyer Hall, la plus ancienne résidence universitaire pour hommes, porte son nom,.